# Monte Murov
Il monte Murov  (in azero Murovdağ) o monte Mrav (in armeno Մռավի լեռնաշղթա?),  è una montagna situata nella omonima catena che attraversa l'Azerbaigian nei distretti di Goranboy, Kəlbəcər e Tərtər. 
Il monte è situato geograficamente nella catena montuosa del Caucaso Minore di cui fa parte. 
La montagna è costituita principalmente da rocce e materiali originari del Giurassico, Cretaceo e/o Paleogene. 
La cima raggiunge i 3343 m e presenta formazioni di neve perenne. Sia il versante settentrionale che quello meridionale sono coperti da fitte foreste e pascoli a fondo valle.